# پومانی
پومانی (به اسپانیایی: Pomani) یک کوه در پرو است که در منطقه موکگوا واقع شده‌است. پومانی ۵٬۳۰۰ متر بالاتر از سطح دریا واقع شده‌است.